# Harold E. Stine
Harold E. Stine (* 21. September 1903 in Chino, Kalifornien; † 2. November 1977 in Los Angeles, Kalifornien) war ein US-amerikanischer Kameramann.

## Leben
Stine begann seine Tätigkeit im Filmgeschäft als Toningenieur Ende der 1920er Jahre. In den 1940er und zu Beginn der 1950er Jahre war er an den visuellen und Spezialeffekten für verschiedene Filmprojekte beteiligt. 1951 wandte er sich der Kameraarbeit zu. Als Kameramann war Stine in erster Linie für Fernsehserien tätig. 
1973 war Stine für seine Arbeit an Die Höllenfahrt der Poseidon für den Oscar in der Kategorie Beste Kamera nominiert.
In den Jahren 1955 und 1959 war er jeweils für einen Emmy nominiert.

## Filmografie (Auswahl)
- 1930: Ein Mann für sie (Her Man)
- 1957–1961: Maverick (Fernsehserie)
- 1958: Die Augenzeugin (Girl on the Run)
- 1961: … immer Punkt 7 (The Couch)
- 1964: Madame P. und ihre Mädchen (A House Is Not a Home)
- 1964: Er kam nur nachts (The Night Walker)
- 1967: Chuka
- 1967: Colonel Custer (The Legend of Custer)
- 1970: MASH
- 1972: Die Höllenfahrt der Poseidon (The Poseidon Adventure)